# Alblasserdam
Alblasserdam és un municipi de la província d'Holanda del Sud, al sud dels Països Baixos. L'1 de gener del 2021 tenia 20.136 habitants repartits sobre una superfície de 9,96 km² (dels quals 1,18 km² corresponen a aigua). Limita al nord amb Nieuw-Lekkerland, a l'oest amb Ridderkerk, a l'est amb Graafstroom, al sud-oest amb Hendrik-Ido-Ambacht i al sud amb Papendrecht.

## Ajuntament
Des de l'1 de juny del 2015, l'alcalde del municipi és Jaap Paans del VVD. Deixarà el càrrec el 31 de gener del 2023. Els 19 membres del consistori municipal són, des del 2022:
| Partit       | Escons |
| ------------ | ------ |
| SGP          | 5      |
| PvdA         | 3      |
| VVD          | 3      |
| CDA          | 3      |
| D66          | 3      |
| ChristenUnie | 2      |
| Font:        |        |